# Ostrata
Ostrata (dt.: Ostrat) ist eine Gemeinde in Tschechien. Sie liegt neun Kilometer nordöstlich von Zlín und gehört zum Okres Zlín.

## Geographie
Ostrata befindet sich am Fuße der Hosteiner Berge in der Freistadtler Senke (Fryštácká brázda). Das Dorf erstreckt sich im Tal des Baches Ostratky. Nördlich erhebt sich der Sýkoří (449 m) sowie im Nordosten die Sobolice (450 m) und der Nad Bařinami (534 m). Nordöstlich wird die Dřevnice in der Talsperre Slušovice gestaut und im Süden der Ostratky im Stauweiher Ostrata.
Nachbarorte sind Velíková und Kašava im Norden, Hrobice im Nordosten, Nové Dvory und Březová im Osten, Slušovice im Südosten, Vratišov und Veselá im Süden, Hvozdná und Žleby im Südwesten, Štípa im Westen sowie Lukov im Nordwesten.

## Geschichte
In der Gründungsurkunde des Klosters Smilheim wurde 1261 der Bach Ostrata genannt, nicht jedoch das Dorf. Dessen erste schriftliche Erwähnung erfolgte 1391 unter dem Namen Ostrat als Teil der Herrschaft Lukov. Besitzer waren zu dieser Zeit die Herren von Sternberg, ein Teil des Dorfes gehörte dem herrschaftlichen Förster Pavlík von Ostrata und seiner Frau Anna. Dieser Anteil verblieb bis zur Mitte des 15. Jahrhunderts im Besitz der Familie von Ostrata, letztmals wurde der Hof 1446 als Pfandbesitz des Zlíner Pfarrers Jan von Ostrata aufgeführt. Seit 1407 ist der Ortsname Ostrata gebräuchlich. Besitzer der Herrschaft Lukov waren im 16. Jahrhundert u. a. die Nekesch von Landek. Lukrezia von Witschkow, geborene Nekesch von Landek, die 1607 die Herrschaft geerbt hatte, heiratete 1609 Albrecht von Waldstein. 1625 trat Waldstein Lukov mit allem Zubehör an den Kaiser ab, der die Herrschaft an Stephan Schmidt von Freihofen übergab. Von diesem erwarben 1628 die Minkwitz von Minkwitzburg die inzwischen stark verschuldete Herrschaft. 1710 kauften die Herren von Rottal Lukov. Johann von Rottal veräußerte die Güter 1724 an Johann Friedrich Graf von Seilern-Aspang, dessen Nachkommen den Besitz bis 1945 hielten. Das älteste Ortssiegel stammt vom Ende des 18. Jahrhunderts. Bis zur Mitte des 19. Jahrhunderts blieb das Dorf immer zur Herrschaft Lukov zugehörig.
Nach der Aufhebung der Patrimonialherrschaften bildete Ostrata ab 1850 eine Gemeinde in der Bezirkshauptmannschaft Uherský Brod. Ab 1855 gehörte die Gemeinde zum Bezirk Vizovice und ab 1868 zum Bezirk Holešov. 1935 wurde Ostrata dem Bezirk Zlín zugeordnet. Ab 1950 gehörte Ostrata zum Okres Gottwaldov-okolí und ab 1960 wieder zum Okres Gottwaldov, der nach der politischen Wende seit 1990 wieder den Namen Okres Zlín trägt. 1980 wurde Ostrata nach Gottwaldov eingemeindet. Im Jahre 2001 löste sich das Dorf wieder von Zlín los und bildete eine eigene Gemeinde.

## Ortsgliederung
Für die Gemeinde Ostrata sind keine Ortsteile ausgewiesen.

## Sehenswürdigkeiten

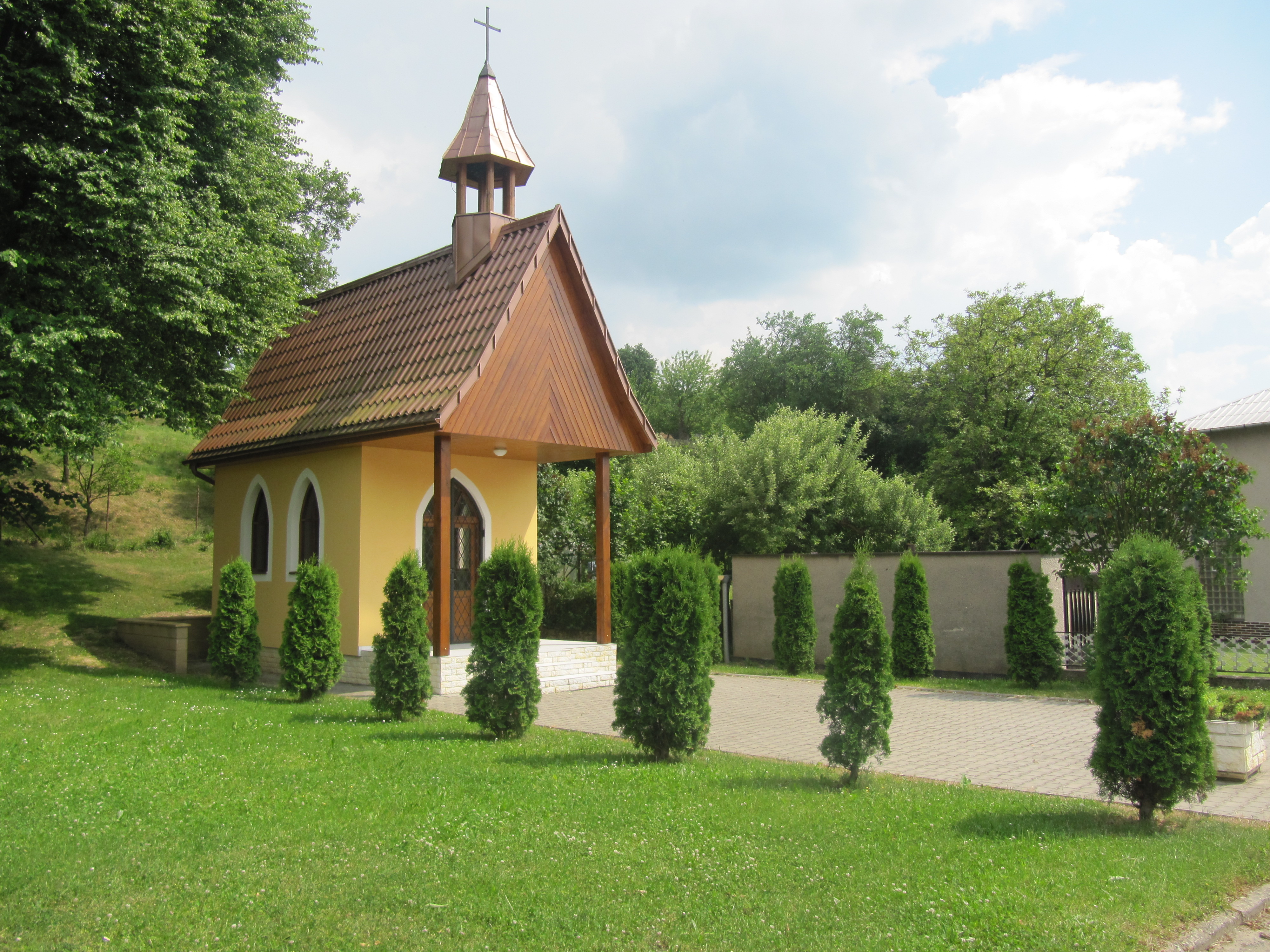
Kapelle

- Kreuz am Dorfplatz, Steinmetzarbeit aus dem Jahre 1837
- Kapelle
- Stauweiher Ostrata, Erholungsgebiet
- Trinkwassertalsperre Slušovice